# Финал Кубка Гагарина 2018
Финал Кубка Гагарина 2018 — решающая серия розыгрыша плей-офф Кубка Гагарина в сезоне Континентальной хоккейной лиги 2017/2018 годов. В финале приняли участие чемпионы Восточной и Западной конференций, Ак Барс и ЦСКА соответственно.

## Формат финала
Финальная серия состоял максимум из семи игр и велась до четырёх побед, в формате Д-Д-Г-Г-Д-Г-Д. Преимущество домашней площадки получила команда, занявшая наивысшее место в лиге по итогам регулярного чемпионата.

## Путь к финалу
| Восточная конференция  |          |              |            |                              |
| Стадия                 | Соперник | Соперник     | Общий счёт | Результаты игр               |
| 1/4 финала конференции | 8        | Амур         | 4-1        | 3:0, 3:2, 1:4, 3:1, 2:1      |
| 1/2 финала конференции | 5        | Металлург Мг | 4-1        | 3:4 (ОТ), 4:1, 5:2, 3:2, 3:1 |
| Финал конференции      | 3        | Трактор      | 4-0        | 2:1, 4:3, 2:1 (ОТ), 3:1      |

| Западная конференция   |          |          |            |                                        |
| Стадия                 | Соперник | Соперник | Общий счёт | Результаты игр                         |
| 1/4 финала конференции | 7        | Спартак  | 4-0        | 6:0, 1:0, 3:1, 1:0                     |
| 1/2 финала конференции | 3        | Йокерит  | 4-2        | 4:0, 2:0, 1:2 (ОТ), 2:1, 1:2 (ОТ), 4:3 |
| Финал конференции      | 1        | СКА      | 4-2        | 5:4 (ОТ), 0:2, 2:5, 2:1, 1:0, 3:2 (ОТ) |

### Регулярный чемпионат
| 17 ноября 2017 19:30 | ЦСКА | 3:0 2:0, 0:0, 1:0 | Ак Барс | ЛСК ЦСКА им. В. Боброва, Москва Зрителей: 5407 |

| Отчёт | Отчёт        | Отчёт   | Отчёт         | Отчёт                                                                               |
| --- | ------------ | ------- | ------------- | ----------------------------------------------------------------------------------- |
| |              |         |               |                                                                                     |
| | Илья Сорокин | Вратари | Эмиль Гарипов | Судьи: Сергей Кулаков Антонин Ержабек Линейные судьи: Александр Отмахов Юрий Иванов |
| | Голы:        |         |               | Судьи: Сергей Кулаков Антонин Ержабек Линейные судьи: Александр Отмахов Юрий Иванов |
| Н. Нестеров (К. Капризов) — 01:07 А. Кузьменко (М. Науменков, А. Светлаков) (бол.) — 08:37 К. Петров (А. Попов, В. Ничушкин) — 49:05 | 1:0 2:0 3:0  |         |               | Судьи: Сергей Кулаков Антонин Ержабек Линейные судьи: Александр Отмахов Юрий Иванов |
| |              |         |               | Судьи: Сергей Кулаков Антонин Ержабек Линейные судьи: Александр Отмахов Юрий Иванов |
| |              |         |               | Судьи: Сергей Кулаков Антонин Ержабек Линейные судьи: Александр Отмахов Юрий Иванов |
| |              |         |               | Судьи: Сергей Кулаков Антонин Ержабек Линейные судьи: Александр Отмахов Юрий Иванов |
| 10 мин | Штраф        | 24 мин  |               | Судьи: Сергей Кулаков Антонин Ержабек Линейные судьи: Александр Отмахов Юрий Иванов |
| |              |         |               |                                                                                     |
| | 27           | Броски  | 13            |                                                                                     |

| 23 января 2018 19:30 | Ак Барс | 6:4 2:2, 2:2, 2:0 | ЦСКА | Татнефть-Арена, Казань Зрителей: 7524 |

| Отчёт | Отчёт                                 | Отчёт | Отчёт        | Отчёт                                                                                 |
| --- | ------------------------------------- | --- | ------------ | ------------------------------------------------------------------------------------- |
| |                                       | |              |                                                                                       |
| | Эмиль Гарипов                         | Вратари | Илья Сорокин | Судьи: Антонин Ержабек Максим Сидоренко Линейные судьи: Иван Сазонов Александр Сысуев |
| | Голы:                                 | |              | Судьи: Антонин Ержабек Максим Сидоренко Линейные судьи: Иван Сазонов Александр Сысуев |
| А. Ландер (А. Бурмистров, И. Секач) — 08:39 В. Ткачёв (А. Марков, Д. Азеведо) (бол.) — 16:52 А. Бурмистров (А. Глинкин) — 23:21 И. Секач (А. Ландер) — 35:27 А. Марков (Р. Клинкхаммер, А. Ландер) (бол.) — 41:14 С. Галиев (А. Марков, В. Ткачёв) — 45:08 | 1:0 1:1 1:2 :2 3:2 3:3 3:4 :4 5:4 6:4 | С. Шумаков (М. Шалунов, К. Капризов) (бол.) — 10:26 М. Шалунов (К. Капризов) — 13:29 Г. Скотт (М. Робинсон, Д. Плэтт) (бол.) — 28:18 М. Шалунов (М. Науменков, А. Марченко) (бол.) — 31:39 |              | Судьи: Антонин Ержабек Максим Сидоренко Линейные судьи: Иван Сазонов Александр Сысуев |
| |                                       | |              | Судьи: Антонин Ержабек Максим Сидоренко Линейные судьи: Иван Сазонов Александр Сысуев |
| |                                       | |              | Судьи: Антонин Ержабек Максим Сидоренко Линейные судьи: Иван Сазонов Александр Сысуев |
| |                                       | |              | Судьи: Антонин Ержабек Максим Сидоренко Линейные судьи: Иван Сазонов Александр Сысуев |
| 20 мин | Штраф                                 | 12 мин |              | Судьи: Антонин Ержабек Максим Сидоренко Линейные судьи: Иван Сазонов Александр Сысуев |
| |                                       | |              |                                                                                       |
| | 31                                    | Броски | 33           |                                                                                       |

## Арены
| Москва                  | ЛСК ЦСКА Татнефть-АренаАрены финала Кубка Гагарина 2018 | Казань            |
| ЛСК ЦСКА им. В. Боброва | ЛСК ЦСКА Татнефть-АренаАрены финала Кубка Гагарина 2018 | Татнефть-Арена    |
| Вместимость: 5600       | ЛСК ЦСКА Татнефть-АренаАрены финала Кубка Гагарина 2018 | Вместимость: 9300 |
|                         | ЛСК ЦСКА Татнефть-АренаАрены финала Кубка Гагарина 2018 |                   |

## Результаты матчей

### Игра № 1
| 14 апреля 2018 17:00 | Ак Барс | 2:1 1:0, 0:1, 1:0 | ЦСКА | Татнефть-Арена, Казань Зрителей: 8890 |

| Отчёт                                                                              | Отчёт         | Отчёт                                     | Отчёт         | Отчёт                                                                          |
| ---------------------------------------------------------------------------------- | ------------- | ----------------------------------------- | ------------- | ------------------------------------------------------------------------------ |
|                                                                                    |               |                                           |               |                                                                                |
|                                                                                    | Эмиль Гарипов | Вратари                                   | Ларс Юханссон | Судьи: Мартин Франё Эдуард Одиньш Линейные судьи: Дмитрий Шишло Никита Шалагин |
|                                                                                    | Голы:         |                                           |               | Судьи: Мартин Франё Эдуард Одиньш Линейные судьи: Дмитрий Шишло Никита Шалагин |
| С. Галиев (Н. Лямкин, В. Ткачёв) — 08:49 С. Галиев (В. Ткачёв, Д. Зарипов) — 48:15 | 1:0 1:1 2:1   | В. Ничушкин (А. Попов, К. Петров) — 33:59 |               | Судьи: Мартин Франё Эдуард Одиньш Линейные судьи: Дмитрий Шишло Никита Шалагин |
|                                                                                    |               |                                           |               | Судьи: Мартин Франё Эдуард Одиньш Линейные судьи: Дмитрий Шишло Никита Шалагин |
|                                                                                    |               |                                           |               | Судьи: Мартин Франё Эдуард Одиньш Линейные судьи: Дмитрий Шишло Никита Шалагин |
|                                                                                    |               |                                           |               | Судьи: Мартин Франё Эдуард Одиньш Линейные судьи: Дмитрий Шишло Никита Шалагин |
| 0 мин                                                                              | Штраф         | 8 мин                                     |               | Судьи: Мартин Франё Эдуард Одиньш Линейные судьи: Дмитрий Шишло Никита Шалагин |
|                                                                                    |               |                                           |               |                                                                                |
|                                                                                    | 20            | Броски                                    | 23            |                                                                                |

Счёт в серии: Ак Барс лидирует 1-0.

### Игра № 2
| 16 апреля 2018 19:00 | Ак Барс | 2:1 1:1, 1:0, 0:0 | ЦСКА | Татнефть-Арена, Казань Зрителей: 8890 |

| Отчёт                                                                                 | Отчёт         | Отчёт                                            | Отчёт        | Отчёт                                                                                |
| ------------------------------------------------------------------------------------- | ------------- | ------------------------------------------------ | ------------ | ------------------------------------------------------------------------------------ |
|                                                                                       |               |                                                  |              |                                                                                      |
|                                                                                       | Эмиль Гарипов | Вратари                                          | Илья Сорокин | Судьи: Сергей Кулаков Алексей Белов Линейные судьи: Александр Садовников Юрий Иванов |
|                                                                                       | Голы:         |                                                  |              | Судьи: Сергей Кулаков Алексей Белов Линейные судьи: Александр Садовников Юрий Иванов |
| Д. Азеведо (Д. Зарипов) (бол.) — 10:08 Р. Клинкхаммер (А. Охтамаа, М. Глухов) — 36:09 | 1:0 1:1 2:1   | Б. Киселевич (Г. Скотт, А. Попов) (бол.) — 19:16 |              | Судьи: Сергей Кулаков Алексей Белов Линейные судьи: Александр Садовников Юрий Иванов |
|                                                                                       |               |                                                  |              | Судьи: Сергей Кулаков Алексей Белов Линейные судьи: Александр Садовников Юрий Иванов |
|                                                                                       |               |                                                  |              | Судьи: Сергей Кулаков Алексей Белов Линейные судьи: Александр Садовников Юрий Иванов |
|                                                                                       |               |                                                  |              | Судьи: Сергей Кулаков Алексей Белов Линейные судьи: Александр Садовников Юрий Иванов |
| 8 мин                                                                                 | Штраф         | 12 мин                                           |              | Судьи: Сергей Кулаков Алексей Белов Линейные судьи: Александр Садовников Юрий Иванов |
|                                                                                       |               |                                                  |              |                                                                                      |
|                                                                                       | 23            | Броски                                           | 26           |                                                                                      |

Счёт в серии: Ак Барс лидирует 2-0.

### Игра № 3
| 18 апреля 2018 19:30 | ЦСКА | 3:2 ОТ 1:2, 1:0, 0:0, 1:0 | Ак Барс | ЛСК ЦСКА им. В. Боброва, Москва Зрителей: 5600 |

| Отчёт | Отчёт              | Отчёт                                                                         | Отчёт         | Отчёт                                                                                    |
| --- | ------------------ | ----------------------------------------------------------------------------- | ------------- | ---------------------------------------------------------------------------------------- |
| |                    |                                                                               |               |                                                                                          |
| | Илья Сорокин       | Вратари                                                                       | Эмиль Гарипов | Судьи: Антонин Ержабек Константин Оленин Линейные судьи: Дмитрий Сивов Александр Отмахов |
| | Голы:              |                                                                               |               | Судьи: Антонин Ержабек Константин Оленин Линейные судьи: Дмитрий Сивов Александр Отмахов |
| К. Петров (М. Григоренко, А. Попов) — 14:03 Г. Скотт (В. Жарков, А. Марченко) — 38:21 К. Петров (А. Попов) — 72:25 | 1:0 1:1 1:2 :2 3:2 | А. Ландер (Р. Манухов, И. Секач) — 16:37 С. Галиев (В. Ткачёв) (бол.) — 18:12 |               | Судьи: Антонин Ержабек Константин Оленин Линейные судьи: Дмитрий Сивов Александр Отмахов |
| |                    |                                                                               |               | Судьи: Антонин Ержабек Константин Оленин Линейные судьи: Дмитрий Сивов Александр Отмахов |
| |                    |                                                                               |               | Судьи: Антонин Ержабек Константин Оленин Линейные судьи: Дмитрий Сивов Александр Отмахов |
| |                    |                                                                               |               | Судьи: Антонин Ержабек Константин Оленин Линейные судьи: Дмитрий Сивов Александр Отмахов |
| 4 мин | Штраф              | 8 мин                                                                         |               | Судьи: Антонин Ержабек Константин Оленин Линейные судьи: Дмитрий Сивов Александр Отмахов |
| |                    |                                                                               |               |                                                                                          |
| | 38                 | Броски                                                                        | 19            |                                                                                          |

Счёт в серии: Ак Барс лидирует 2-1.

### Игра № 4
| 20 апреля 2018 19:30 | ЦСКА | 1:3 0:1, 1:1, 0:1 | Ак Барс | ЛСК ЦСКА им. В. Боброва, Москва Зрителей: 5600 |

| Отчёт                                           | Отчёт           | Отчёт                                                                                                | Отчёт         | Отчёт                                                                            |
| ----------------------------------------------- | --------------- | --- | ------------- | -------------------------------------------------------------------------------- |
|                                                 |                 | |               |                                                                                  |
|                                                 | Илья Сорокин    | Вратари                                                                                              | Эмиль Гарипов | Судьи: Виктор Гашилов Роман Гофман Линейные судьи: Торнике Кучава Сергей Шелянин |
|                                                 | Голы:           | |               | Судьи: Виктор Гашилов Роман Гофман Линейные судьи: Торнике Кучава Сергей Шелянин |
| А. Светлаков (И. Телегин, А. Кузьменко) — 27:42 | 0:1 0:2 1:2 1:3 | Д. Азеведо (А. Охтамаа, А. Лукоянов) — 19:06 А. Ландер (Д. Азеведо) — 27:27 А. Ландер (п.в.) — 59:14 |               | Судьи: Виктор Гашилов Роман Гофман Линейные судьи: Торнике Кучава Сергей Шелянин |
|                                                 |                 | |               | Судьи: Виктор Гашилов Роман Гофман Линейные судьи: Торнике Кучава Сергей Шелянин |
|                                                 |                 | |               | Судьи: Виктор Гашилов Роман Гофман Линейные судьи: Торнике Кучава Сергей Шелянин |
|                                                 |                 | |               | Судьи: Виктор Гашилов Роман Гофман Линейные судьи: Торнике Кучава Сергей Шелянин |
| 6 мин                                           | Штраф           | 10 мин                                                                                               |               | Судьи: Виктор Гашилов Роман Гофман Линейные судьи: Торнике Кучава Сергей Шелянин |
|                                                 |                 | |               |                                                                                  |
|                                                 | 41              | Броски                                                                                               | 24            |                                                                                  |

Счёт в серии: Ак Барс лидирует 3-1.

### Игра № 5
| 22 апреля 2018 17:00 | Ак Барс | 1:0 0:0, 0:0, 1:0 | ЦСКА | Татнефть-Арена, Казань Зрителей: 8890 |

| Отчёт                                           | Отчёт         | Отчёт   | Отчёт         | Отчёт                                                                                   |
| ----------------------------------------------- | ------------- | ------- | ------------- | --------------------------------------------------------------------------------------- |
|                                                 |               |         |               |                                                                                         |
|                                                 | Эмиль Гарипов | Вратари | Ларс Юханссон | Судьи: Алексей Раводин Эдуард Одиньш Линейные судьи: Александр Садовников Дмитрий Сивов |
|                                                 | Голы:         |         |               | Судьи: Алексей Раводин Эдуард Одиньш Линейные судьи: Александр Садовников Дмитрий Сивов |
| Р. Клинкхаммер (В. Токранов, А. Ландер) — 41:06 | 1:0           |         |               | Судьи: Алексей Раводин Эдуард Одиньш Линейные судьи: Александр Садовников Дмитрий Сивов |
|                                                 |               |         |               | Судьи: Алексей Раводин Эдуард Одиньш Линейные судьи: Александр Садовников Дмитрий Сивов |
|                                                 |               |         |               | Судьи: Алексей Раводин Эдуард Одиньш Линейные судьи: Александр Садовников Дмитрий Сивов |
|                                                 |               |         |               | Судьи: Алексей Раводин Эдуард Одиньш Линейные судьи: Александр Садовников Дмитрий Сивов |
| 6 мин                                           | Штраф         | 24 мин  |               | Судьи: Алексей Раводин Эдуард Одиньш Линейные судьи: Александр Садовников Дмитрий Сивов |
|                                                 |               |         |               |                                                                                         |
|                                                 | 16            | Броски  | 33            |                                                                                         |

Ак Барс побеждает в серии со счётом 4-1.

## Чемпион
| Обладатель Кубка Гагарина 2018 |
| ------------------------------ |
| Ак Барс третий титул           |

## Составы команд

### ЦСКА
| №                         | Игрок              | Страна    | Хват    | Дата рождения             | Рост    | Вес     |
| Вратари                   | Вратари            | Вратари   | Вратари | Вратари                   | Вратари | Вратари |
| ------------------------- | ------------------ | --------- | ------- | ------------------------- | ------- | ------- |
| 20                        | Максим Третьяк     | Россия    | Левый   | 22 октября 1996 (28 лет)  | 192 см  | 100 кг  |
| 31                        | Ларс Юханссон      | Швеция    | Левый   | 11 июля 1987 (37 лет)     | 185 см  | 90 кг   |
| 35                        | Артём Корепанов    | Россия    | Левый   | 21 января 1998 (27 лет)   | 177 см  | 73 кг   |
| 90                        | Илья Сорокин       | Россия    | Левый   | 4 августа 1995 (29 лет)   | 188 см  | 80 кг   |
| Защитники                 |                    |           |         |                           |         |         |
| 5                         | Марсель Ибрагимов  | Россия    | Правый  | 4 августа 1997 (27 лет)   | 190 см  | 92 кг   |
| 33                        | Михаил Пашнин      | Россия    | Левый   | 11 мая 1989 (35 лет)      | 186 см  | 94 кг   |
| 36                        | Игорь Мясищев      | Россия    | Левый   | 26 марта 1997 (27 лет)    | 185 см  | 91 кг   |
| 37                        | Мэт Робинсон       | Канада    | Правый  | 20 июня 1986 (38 лет)     | 176 см  | 84 кг   |
| 38                        | Михаил Науменков   | Россия    | Левый   | 19 февраля 1993 (32 года) | 182 см  | 87 кг   |
| 47                        | Никита Макеев      | Россия    | Правый  | 13 февраля 1998 (27 лет)  | 173 см  | 76 кг   |
| 53                        | Алексей Марченко   | Россия    | Правый  | 2 января 1992 (33 года)   | 189 см  | 93 кг   |
| 55                        | Богдан Киселевич   | Россия    | Левый   | 14 февраля 1990 (35 лет)  | 184 см  | 94 кг   |
| 88                        | Артём Блажиевский  | Россия    | Левый   | 20 марта 1994 (31 год)    | 186 см  | 96 кг   |
| 89                        | Никита Нестеров    | Россия    | Левый   | 28 марта 1993 (31 год)    | 181 см  | 90 кг   |
| 92                        | Игорь Ожиганов     | Россия    | Правый  | 13 октября 1992 (32 года) | 188 см  | 94 кг   |
| 93                        | Артём Сергеев      | Россия    | Правый  | 20 апреля 1993 (31 год)   | 186 см  | 96 кг   |
| Левые крайние нападающие  |                    |           |         |                           |         |         |
| 7                         | Иван Телегин       | Россия    | Левый   | 28 февраля 1992 (33 года) | 193 см  | 90 кг   |
| 15                        | Павел Карнаухов    | Россия    | Левый   | 15 марта 1997 (28 лет)    | 191 см  | 93 кг   |
| 19                        | Артём Антипов      | Казахстан | Правый  | 24 мая 1994 (30 лет)      | 183 см  | 92 кг   |
| 96                        | Андрей Кузьменко   | Россия    | Правый  | 4 февраля 1996 (29 лет)   | 181 см  | 92 кг   |
| 97                        | Кирилл Капризов    | Россия    | Левый   | 26 апреля 1997 (27 лет)   | 178 см  | 87 кг   |
| 77                        | Константин Окулов  | Россия    | Левый   | 18 февраля 1995 (30 лет)  | 184 см  | 82 кг   |
| Центрфорварды             |                    |           |         |                           |         |         |
| 22                        | Александр Попов    | Россия    | Правый  | 31 августа 1980 (44 года) | 178 см  | 84 кг   |
| 11                        | Сергей Андронов    | Россия    | Левый   | 19 июля 1989 (35 лет)     | 189 см  | 96 кг   |
| 16                        | Джефф Плэтт        | Беларусь  | Левый   | 10 июля 1985 (39 лет)     | 176 см  | 82 кг   |
| 78                        | Максим Шалунов     | Россия    | Левый   | 31 января 1993 (24 года)  | 192 см  | 98 кг   |
| 21                        | Михаил Григоренко  | Россия    | Левый   | 20 января 1991 (34 года)  | 189 см  | 95 кг   |
| 87                        | Андрей Светлаков   | Россия    | Левый   | 6 апреля 1996 (28 лет)    | 182 см  | 92 кг   |
| 98                        | Владимир Пешехонов | Россия    | Левый   | 3 декабря 1993 (31 год)   | 183 см  | 87 кг   |
| Правые крайние нападающие |                    |           |         |                           |         |         |
| 8                         | Никита Попугаев    | Россия    | Правый  | 20 ноября 1998 (26 лет)   | 197 см  | 93 кг   |
| 41                        | Грег Скотт         | Канада    | Правый  | 3 июня 1988 (36 лет)      | 181 см  | 88 кг   |
| 25                        | Владимир Жарков    | Россия    | Левый   | 10 января 1988 (37 лет)   | 184 см  | 95 кг   |
| 27                        | Кирилл Петров      | Россия    | Левый   | 13 апреля 1990 (34 года)  | 190 см  | 102 кг  |
| 43                        | Валерий Ничушкин   | Россия    | Левый   | 4 марта 1995 (30 лет)     | 194 см  | 93 кг   |
| 70                        | Сергей Шумаков     | Россия    | Правый  | 4 сентября 1992 (32 года) | 182 см  | 89 кг   |
| 13                        | Роман Любимов      | Россия    | Правый  | 1 июня 1992 (25 лет)      | 188 см  | 92 кг   |

### Ак Барс
| №                         | Игрок                | Страна    | Хват    | Дата рождения             | Рост    | Вес     |
| Вратари                   | Вратари              | Вратари   | Вратари | Вратари                   | Вратари | Вратари |
| ------------------------- | -------------------- | --------- | ------- | ------------------------- | ------- | ------- |
| 30                        | Александр Шарыченков | Россия    | Левый   | 3 октября 1991 (33 года)  | 193 см  | 81 кг   |
| 39                        | Артур Мисбахов       | Россия    | Левый   | 18 марта 1996 (29 лет)    | 198 см  | 91 кг   |
| 77                        | Эмиль Гарипов        | Россия    | Левый   | 15 августа 1991 (33 года) | 187 см  | 87 кг   |
| Защитники                 |                      |           |         |                           |         |         |
| 16                        | Роман Абросимов      | Россия    | Левый   | 31 июля 1994 (30 лет)     | 196 см  | 100 кг  |
| 24                        | Василий Токранов     | Россия    | Левый   | 2 августа 1989 (35 лет)   | 184 см  | 98 кг   |
| 26                        | Роман Манухов        | Россия    | Левый   | 11 марта 1994 (31 год)    | 186 см  | 87 кг   |
| 31                        | Михаил Сидоров       | Россия    | Правый  | 25 июня 1997 (27 лет)     | 185 см  | 93 кг   |
| 32                        | Рафаэль Батыршин     | Россия    | Левый   | 26 августа 1986 (38 лет)  | 188 см  | 95 кг   |
| 33                        | Альберт Яруллин      | Россия    | Правый  | 3 мая 1993 (31 год)       | 182 см  | 95 кг   |
| 52                        | Атте Охтамаа         | Финляндия | Левый   | 6 декабря 1987 (37 лет)   | 190 см  | 100 кг  |
| 64                        | Дамир Мусин          | Россия    | Левый   | 5 октября 1994 (30 лет)   | 181 см  | 84 кг   |
| 79                        | Андрей Марков        | Россия    | Левый   | 20 декабря 1979 (45 лет)  | 182 см  | 92 кг   |
| 96                        | Никита Лямкин        | Россия    | Левый   | 6 февраля 1996 (29 лет)   | 195 см  | 85 кг   |
| Левые крайние нападающие  |                      |           |         |                           |         |         |
| 10                        | Антон Глинкин        | Россия    | Правый  | 28 октября 1988 (36 лет)  | 172 см  | 75 кг   |
| 11                        | Никита Язьков        | Россия    | Правый  | 27 февраля 1996 (29 лет)  | 186 см  | 92 кг   |
| 12                        | Михаил Глухов        | Россия    | Левый   | 13 мая 1988 (36 лет)      | 189 см  | 94 кг   |
| 18                        | Ярослав Косов        | Россия    | Левый   | 5 июля 1993 (31 год)      | 192 см  | 100 кг  |
| 49                        | Роб Клинкхаммер      | Канада    | Левый   | 12 августа 1986 (38 лет)  | 189 см  | 98 кг   |
| 89                        | Артём Лукоянов       | Россия    | Левый   | 31 января 1989 (36 лет)   | 182 см  | 93 кг   |
| 91                        | Дмитрий Архипов      | Россия    | Левый   | 2 февраля 1993 (32 года)  | 191 см  | 100 кг  |
| 92                        | Иржи Секач           | Чехия     | Левый   | 10 июня 1992 (32 года)    | 187 см  | 82 кг   |
| Центрфорварды             |                      |           |         |                           |         |         |
| 15                        | Александр Свитов     | Россия    | Левый   | 3 ноября 1982 (42 года)   | 191 см  | 112 кг  |
| 28                        | Денис Голубев        | Россия    | Правый  | 11 июля 1991 (33 года)    | 181 см  | 93 кг   |
| 42                        | Владислав Кара       | Россия    | Левый   | 20 апреля 1998 (26 лет)   | 185 см  | 85 кг   |
| 51                        | Джастин Азеведо      | Канада    | Правый  | 1 апреля 1988 (36 лет)    | 170 см  | 78 кг   |
| 55                        | Владимир Ткачёв      | Россия    | Левый   | 5 октября 1993 (31 год)   | 183 см  | 94 кг   |
| 58                        | Антон Ландер         | Швеция    | Левый   | 24 апреля 1991 (33 года)  | 182 см  | 84 кг   |
| 69                        | Александр Бурмистров | Россия    | Левый   | 21 октября 1991 (33 года) | 184 см  | 85 кг   |
| 97                        | Алексей Потапов      | Россия    | Левый   | 2 марта 1989 (36 лет)     | 185 см  | 90 кг   |
| 98                        | Фёдор Малыхин        | Россия    | Левый   | 13 ноября 1990 (34 года)  | 181 см  | 84 кг   |
| Правые крайние нападающие |                      |           |         |                           |         |         |
| 9                         | Андрей Попов         | Россия    | Левый   | 15 июля 1988 (36 лет)     | 188 см  | 98 кг   |
| 22                        | Станислав Галиев     | Россия    | Правый  | 17 января 1992 (33 года)  | 186 см  | 84 кг   |
| 25                        | Данис Зарипов        | Россия    | Левый   | 26 марта 1981 (43 года)   | 184 см  | 87 кг   |
| 34                        | Дмитрий Обухов       | Россия    | Левый   | 9 июля 1983 (41 год)      | 183 см  | 93 кг   |